# Lambari
Lambari là một đô thị thuộc bang Minas Gerais, Brasil. Đô thị này có diện tích 213,139 km², dân số năm 2007 là 19167 người, mật độ 93,2 người/km².